# Dendromyza mucronulata
Dendromyza mucronulata är en tvåhjärtbladig växtart som beskrevs av Danser. Dendromyza mucronulata ingår i släktet Dendromyza och familjen Amphorogynaceae. Inga underarter finns listade i Catalogue of Life.